# Live In Paris 1975
Live In Paris 1975 (sottotitolo: la dernière Séance) è un album doppio dal vivo dei Deep Purple, pubblicato nel 2001.
È la registrazione del concerto tenutosi a Parigi il 7 aprile 1975, l'ultimo concerto di Ritchie Blackmore con la band prima di approdare ai Rainbow.
Nel 2012 l'album è stato remixato e rimasterizzato ed è uscito con lo stesso titolo, ma con una cover diversa che rappresenta il chitarrista Ritchie Blackmore durante l'esibizione parigina. In questa edizione come quarta traccia del secondo disco è stata aggiunta una intervista del 1975 con David Coverdale, Glenn Hughes e Ian Paice.

## Lista tracce

### Disco 1
1. Burn - 9:46 - (Coverdale, Blackmore, Lord, Paice)
2. Stormbringer - 5:12 - (Blackmore, Coverdale)
3. The Gypsy - 6:11 - (Coverdale, Blackmore, Lord, Paice)
4. Lady Double Dealer - 4:35 - (Blackmore, Coverdale)
5. Mistreated - 12:49 - (Blackmore, Coverdale)
6. Smoke on the Water - 11:10 - (Blackmore, Lord, Paice, Gillan, Glover)
7. You Fool No One - 19:30 - (Coverdale, Blackmore, Lord, Paice)

### Disco 2
1. Space Truckin' - 21:21 - (Blackmore, Lord, Paice, Gillan, Glover)
2. Going Down - 5:19 - (Nix)
3. Highway Star - 11:33 - (Blackmore, Lord, Paice, Gillan, Glover)

## Formazione
- Ritchie Blackmore - chitarra elettrica
- David Coverdale - voce
- Glenn Hughes - basso elettrico e voce
- Jon Lord - tastiere
- Ian Paice - batteria